# Gornja Lučka
Gornja Lučka falu Bosznia-Hercegovinában, a Bosznia-hercegovinai Föderáció Una-Szanai kantonjában.

## Fekvése
Bosznia-Hercegovina északnyugati részén, Bihácstól légvonalban 27, közúton 41 km-re, Cazin központjától légvonalban 11, közúton 18 km-re észak-északnyugatra levő erdős, dombos vidéken, a Pećina-patak völgyének északi oldalán és a Hasanov-patak völgyétől nyugatra fekszik. 

## Népessége
| Nemzetiségi csoport | Népesség 1991 | Népesség 2013 |
| ------------------- | ------------- | ------------- |
| Szerb               | 2             | 0             |
| Bosnyák             | 962           | 744           |
| Horvát              | 4             | 3             |
| Jugoszláv           | 4             | 1             |
| Egyéb               | 9             | 128           |
| Összesen            | 981           | 876           |